# Lisac (Dubrovačko primorje)
Lisac je naselje u Republici Hrvatskoj, u sastavu Općine Dubrovačko primorje, Dubrovačko-neretvanska županija. 

### Stanovništvo
Prema popisu stanovništva iz 2011. godine, naselje je imalo 36 stanovnika te 17 obiteljskih kućanstava.
Trenutno se ljudi polako počinju vraćati nazad na područje Dubrovačkog primorja koje je od Domovinskog rata gotovo pusto.
Bilježi se rast broja stanovništva od 2001. godine nakon gotovo 100 godina.

## Povijest
Važna godina u povijesti Dubrovačkoga primorja je 1399. Te je godine istoimeno područje ušlo u sastav Dubrovačke Republike, te se u istom uspostavljaju upravno-administrativni, ekonomski i ostali okviri slavne Republike. Cijelo je područje proglašeno knežijom čiji knez stoluje u Slanom i ima mandat od 1 godinu. Godine 1806. ovo je područja pretrpjelo velike štete od rata Napoleonovearmade s rusko-crnogorskom vojskom.
Nažalost, povijest se ponovila, kad je područje pretrpjelo kaotično uništenje za vrijeme Domovinskog rata pri čemu je lokalno stanovništvo protjerano, a njihovi domovi kao i ostali gospodarski i javni objekti sustavno opljačkani, uništeni, spaljeni, minirani i sl.

## Gospodarstvo
Stanovnici Lisca od davnina se bave poljoprivredom. Selo Lisac ima matičnu crkvu, ljeti seoski turizam, te zgradu stare škole i trokatnicu bivšeg Župnog dvora.
| broj stanovnika | 218   | 251   | 226   | 261   | 281   | 276   | 259   | 233   | 197   | 196   | 178   | 156   | 97    | 52    | 34    | 36    | 23    |
|                 | 1857. | 1869. | 1880. | 1890. | 1900. | 1910. | 1921. | 1931. | 1948. | 1953. | 1961. | 1971. | 1981. | 1991. | 2001. | 2011. | 2021. |